# Hycleus benuensis
Hycleus benuensis is een keversoort uit de familie van oliekevers (Meloidae). De wetenschappelijke naam van de soort is voor het eerst geldig gepubliceerd in 1901 door Voigts.